# Referendum lokalne
Treść tego artykułu od 2025-07 należy opracować w taki sposób, aby nie uwypuklała nadmiernie polskiej specyfiki / aby nie zawężała się tylko do polskich warunków
 Po wyeliminowaniu niedoskonałości należy usunąć szablon {{Dopracować}} z tego artykułu.
Referendum lokalne – wyrażenie przez członków wspólnoty samorządowej w drodze głosowania swojej woli co do sposobu rozstrzygania sprawy jej dotyczącej.
Referendum lokalne jest podstawową instytucją demokracji bezpośredniej.

## Referendum lokalne w Polsce

### Podstawa prawna
Podstawą prawną przeprowadzania referendum lokalnego w Polsce są art. 4 i 170 Konstytucji RP. Postanowienia Konstytucji precyzuje ustawa z 15 września 2000 o referendum lokalnym. Zgodnie z jej brzmieniem ustalonym w 2013, mieszkańcy jednostki samorządu terytorialnego, jako członkowie wspólnoty samorządowej wyrażają w nim swoją wolę:
1. w sprawie odwołania organu stanowiącego tej jednostki,
2. co do sposobu rozstrzygania sprawy dotyczącej tej wspólnoty, mieszczącej się w zakresie zadań i kompetencji organów danej jednostki,
3. w innych istotnych sprawach, dotyczących społecznych, gospodarczych lub kulturowych więzi łączących tę wspólnotę.

Przedmiotem referendum gminnego może być również:
1. odwołanie wójta (burmistrza, prezydenta miasta),
2. samoopodatkowanie się mieszkańców na cele publiczne mieszczące się w zakresie zadań i kompetencji organów gminy.

### Prawo inicjatywy
Referendum polega na udzieleniu na urzędowej karcie do głosowania pozytywnej lub negatywnej odpowiedzi na postawione pytanie lub pytania albo na dokonaniu wyboru pomiędzy zaproponowanymi wariantami. Mają prawo w nim brać udział osoby stale zamieszkujące na obszarze danej jednostki samorządu terytorialnego, posiadające czynne prawo wyborcze do organu stanowiącego tej jednostki.
Referendum przeprowadza się z inicjatywy organu stanowiącego danej jednostki samorządu terytorialnego lub na wniosek co najmniej:
- 10% uprawnionych do głosowania mieszkańców gminy albo powiatu,
- 5% uprawnionych do głosowania mieszkańców województwa.

W sprawach odwołania organu stanowiącego jednostki samorządu terytorialnego (rady gminy lub miasta, rady powiatu bądź sejmiku wojewódzkiego) przed upływem kadencji, co do zasady, rozstrzyga się wyłącznie w drodze referendum przeprowadzonego na wniosek mieszkańców. Jednakże organ stanowiący tej jednostki może także rozwiązać Sejm na wniosek Premiera w przypadku powtarzającego się naruszania przez ten organ Konstytucji lub ustaw.
Referendum w sprawie odwołania organu stanowiącego jednostki samorządu terytorialnego nie przeprowadza się:
- przed upływem 10 miesięcy od dnia wyborów albo od dnia ostatniego referendum w tej sprawie,
- jeżeli data wyborów przedterminowych, przeprowadzanych w wyniku referendum, miałaby przypaść w okresie 8 miesięcy przed zakończeniem kadencji organu stanowiącego.

Przedmiotem referendum gminnego może być również samoopodatkowanie się mieszkańców na cele publiczne mieszczące się w zakresie zadań i kompetencji organów gminy; w tych sprawach rozstrzyga się wyłącznie w drodze referendum.

### Referendum przeprowadzane z inicjatywy organu stanowiącego jednostki samorządu terytorialnego
Organ stanowiący jednostki samorządu terytorialnego podejmuje uchwałę w sprawie przeprowadzenia referendum bezwzględną większością głosów swojego ustawowego składu. Uchwała ta zawiera:
1. pytanie lub pytania referendum albo warianty zaproponowane mieszkańcom jednostki do wyboru,
2. termin przeprowadzenia referendum,
3. wzór karty do głosowania,
4. kalendarz czynności związanych z przeprowadzeniem referendum.

W przypadku gdy przedmiotem referendum gminnego jest samoopodatkowanie się mieszkańców na cele publiczne, uchwała rady gminy wskazuje również cel lub cele oraz zasady samoopodatkowania. Uchwała ta podlega ogłoszeniu w wojewódzkim dzienniku urzędowym, przy czym uchwała rady gminy podlega ponadto bezzwłocznemu rozplakatowaniu lub ogłoszeniu w inny sposób zwyczajowo przyjęty w danej gminie.
Referendum przeprowadza się w dzień wolny od pracy, najpóźniej 50 dnia od dnia opublikowania uchwały w wojewódzkim dzienniku urzędowym. Jeżeli wojewoda wydał rozstrzygnięcie nadzorcze stwierdzające nieważność uchwały w sprawie przeprowadzenia referendum, w przypadku uwzględnienia przez sąd administracyjny skargi złożonej na to rozstrzygnięcie, referendum przeprowadza się w dzień wolny od pracy, najpóźniej 50 dnia od dnia ogłoszenia wyroku sądu administracyjnego.

### Referendum przeprowadzane z inicjatywy mieszkańców
Z inicjatywą przeprowadzenia referendum na wniosek mieszkańców jednostki samorządu terytorialnego wystąpić może:
- grupa co najmniej 15 obywateli, którym przysługuje prawo wybierania do organu stanowiącego danej jednostki samorządu terytorialnego, a w odniesieniu do referendum gminnego – także 5 obywateli, którym przysługuje prawo wybierania do rady gminy,
- statutowa struktura terenowa partii politycznej działająca w danej jednostce samorządu terytorialnego,
- organizacja społeczna posiadająca osobowość prawną, której statutowym terenem działania jest co najmniej obszar danej jednostki samorządu terytorialnego.

Inicjator referendum powiadamia na piśmie przewodniczącego zarządu danej jednostki samorządu terytorialnego, a w gminie wójta (burmistrza, prezydenta miasta) o zamiarze wystąpienia z inicjatywą przeprowadzenia referendum. Przewodniczący zarządu jednostki samorządu terytorialnego niezwłocznie, a w gminie wójt (burmistrz, prezydent miasta) potwierdza na piśmie otrzymanie powiadomienia. Na pisemny wniosek inicjatora referendum przewodniczący zarządu jednostki samorządu terytorialnego, a w gminie wójt (burmistrz, prezydent miasta), w ciągu 14 dni od otrzymania wniosku, powiadamia w formie pisemnej inicjatora referendum lub jego pełnomocnika o liczbie mieszkańców jednostki samorządu terytorialnego uprawnionych do głosowania, objętych stałym rejestrem wyborców w gminie na koniec kwartału poprzedzającego złożenie wniosku. Liczbę tę dla powiatów i województw ustalają i niezwłocznie przekazują właściwym starostom i marszałkom województw komisarze wyborczy na podstawie kwartalnych meldunków o stanie rejestrów wyborców składanych przez wójtów (burmistrzów, prezydentów miast) do 10. dnia miesiąca następującego po zakończeniu kwartału. Inicjator referendum w sprawie odwołania organu stanowiącego jednostki samorządu terytorialnego przed upływem kadencji powiadamia o zamiarze wystąpienia z taką inicjatywą również komisarza wyborczego. Inicjator referendum, na swój koszt, podaje do wiadomości mieszkańców danej jednostki samorządu terytorialnego przedmiot zamierzonego referendum, przy czym podanie do wiadomości w gminie następuje w sposób zwyczajowo przyjęty w danej gminie, a w powiecie i w województwie – poprzez ogłoszenie w prasie codziennej ogólnodostępnej w danej jednostce samorządu terytorialnego.
W terminie 60 dni od dnia powiadomienia przewodniczącego zarządu jednostki samorządu terytorialnego, a w gminie wójt (burmistrz, prezydent miasta) o zamiarze wystąpienia z inicjatywą przeprowadzenia referendum, jego inicjator zbiera podpisy mieszkańców uprawnionych do wybierania organu stanowiącego danej jednostki samorządu terytorialnego, którzy chcą poprzeć inicjatywę w tej sprawie. Mieszkaniec jednostki samorządu terytorialnego popierający wniosek o przeprowadzenie referendum podaje na karcie nazwisko, imię, adres zamieszkania i numer ewidencyjny PESEL. Dane te potwierdza własnoręcznym podpisem. Wycofanie udzielonego poparcia jest bezskuteczne.

### Referendum na wniosek mieszkańców w sprawach innych niż odwołanie organu stanowiącego
Inicjator referendum przekazuje pisemny wniosek o przeprowadzenie referendum przewodniczącemu zarządu jednostki samorządu terytorialnego, a w gminie wójta (burmistrza, prezydenta miasta). Przewodniczący zarządu jednostki samorządu terytorialnego, a w gminie wójt (burmistrz, prezydent miasta) niezwłocznie potwierdza na piśmie otrzymanie wniosku. Wniosek ten powinien zawierać pytanie lub pytania referendum albo warianty zaproponowane do wyboru, a jeżeli wniosek dotyczy referendum w sprawie samoopodatkowania – cel lub cele oraz zasady samoopodatkowania. Przewodniczący zarządu jednostki samorządu terytorialnego, a w gminie wójt (burmistrz, prezydent miasta) przekazuje niezwłocznie wniosek przewodniczącemu organu stanowiącego tej jednostki.
Organ stanowiący jednostki samorządu terytorialnego powołuje ze swego składu komisję do sprawdzenia, czy wniosek mieszkańców o przeprowadzenie referendum odpowiada przepisom ustawy. Do udziału w pracach komisji w charakterze obserwatora zaprasza się inicjatora referendum lub jego pełnomocnika. Inicjator referendum lub jego pełnomocnik może w razie potrzeby, w tym z własnej inicjatywy, składać komisji dodatkowe wyjaśnienia i przedstawiać dowody. Komisja może również żądać od inicjatora referendum lub jego pełnomocnika złożenia takich wyjaśnień i przedstawienia dowodów. Wniosek o przeprowadzenie referendum niespełniający warunków, komisja zwraca inicjatorowi referendum, wyznaczając 14 dni na usunięcie uchybień. Jeżeli komisja stwierdzi, że wniosek o przeprowadzenie referendum zawiera uchybienia, których nie można usunąć, przekazuje wniosek organowi stanowiącemu jednostki samorządu terytorialnego wraz ze swoją opinią.
Organ stanowiący jednostki samorządu terytorialnego podejmuje uchwałę w sprawie przeprowadzenia referendum, jeżeli wniosek mieszkańców spełnia wymogi ustawy oraz nie prowadzi do rozstrzygnięć sprzecznych z prawem; organ stanowiący jest związany treścią wniosku. Musi to zrobić na nie później niż 30 dni od złożenia wniosku przewodniczącemu zarządu, a w gminie wójtowi (burmistrzowi, prezydentowi miasta). W przypadku złożenia dwóch lub więcej wniosków mieszkańców o przeprowadzenie referendum organ stanowiący jednostki samorządu terytorialnego podejmuje uchwałę w takiej kolejności, w jakiej wnioski zostały przekazane przewodniczącemu zarządu tej jednostki, a w gminie wójtowi (burmistrzowi, prezydentowi miasta) przez inicjatorów referendów lub ich pełnomocników. Organ stanowiący może również, jeżeli jest to możliwe, poddać jednocześnie wszystkie wnioski lub ich część pod referendum.
Na uchwałę organu stanowiącego jednostki samorządu terytorialnego odrzucającą wniosek mieszkańców w sprawie przeprowadzenia referendum, inicjatorowi referendum służy skarga do wojewódzkiego sądu administracyjnego w terminie 14 dni od dnia doręczenia uchwały lub upływu terminu do jej podjęcia. WSA rozpatruje skargę w terminie 14 dni od dnia zgłoszenia skargi. Od wyroku przysługuje skarga kasacyjna. Wyrok sądu uwzględniający skargę zastępuje uchwałę organu stanowiącego jednostki samorządu terytorialnego.
Referendum przeprowadza się w dzień wolny od pracy, najpóźniej w 50. dniu od dnia opublikowania uchwały organu stanowiącego jednostki samorządu terytorialnego w tej sprawie w wojewódzkim dzienniku urzędowym lub od dnia ogłoszenia przez sąd administracyjny wyroku.

### Referendum w sprawie odwołania organu stanowiącego jednostki samorządu terytorialnego
Inicjator referendum w sprawie odwołania organu stanowiącego jednostki samorządu terytorialnego przekazuje na piśmie, komisarzowi wyborczemu, wniosek mieszkańców wraz z informacją o spełnieniu obowiązków wskazanych wcześniej. Komisarz wyborczy niezwłocznie potwierdza na piśmie otrzymanie wniosku. Komisarz wyborczy zwraca inicjatorowi referendum lub jego pełnomocnikowi wniosek zawierający uchybienia i wyznacza 14 dni do ich usunięcia. Komisarz wyborczy odrzuca wniosek o przeprowadzenie referendum, w którym stwierdził nie dające się usunąć uchybienia. Postanowienie o odrzuceniu wniosku przekazuje się niezwłocznie inicjatorowi referendum lub jego pełnomocnikowi. Komisarz wyborczy wydaje postanowienie o przeprowadzeniu referendum lub odrzuceniu wniosku nie później niż w ciągu 30 dni od dnia jego złożenia.
Postanowienie komisarza wyborczego o przeprowadzeniu referendum zawiera:
- termin przeprowadzenia referendum,
- wzór i treść karty do głosowania,
- kalendarz czynności związanych z przeprowadzeniem referendum.

Na postanowienie komisarza wyborczego odrzucające wniosek o przeprowadzenie referendum, a także w przypadku niedotrzymania przez komisarza terminu, inicjatorowi referendum służy skarga do WSA w terminie 14 dni od dnia doręczenia postanowienia. WSA rozpatruje skargę w terminie 14 dni od dnia jej zgłoszenia, od wyroku WSA przysługuje skarga kasacyjna do NSA w terminie 14 dni. Wyrok sądu jest ostateczny. Wyrok sądu uwzględniający skargę powoduje konieczność wydania przez komisarza wyborczego postanowienia o przeprowadzeniu referendum.
Referendum przeprowadza się w dzień wolny od pracy w okresie między 30 a 40 dniem od dnia opublikowania postanowienia komisarza wyborczego w tej sprawie albo od dnia ogłoszenia przez WSA (ewentualnie NSA) wyroku.
Referendum w sprawie odwołania organu jednostki samorządu terytorialnego pochodzącego z wyborów bezpośrednich jest wiążące jeżeli udział w nim wzięło nie mniej niż 3/5 liczby biorących udział w wyborze odwoływanego organu.

### Kampania referendalna
Organom jednostki samorządu terytorialnego zabrania się uczestniczenia w kampanii referendalnej związanej z referendum w sprawie odwołania organu stanowiącego jednostki samorządu terytorialnego przed upływem kadencji. Kampania referendalna rozpoczyna się z dniem podjęcia uchwały organu stanowiącego jednostki samorządu terytorialnego lub postanowienia komisarza wyborczego o przeprowadzeniu referendum i ulega zakończeniu na 24 godziny przed dniem głosowania.
Zabrania się prowadzenia kampanii referendalnej na terenie:
- urzędów administracji rządowej i samorządowej oraz sądów,
- zakładów pracy, w sposób i w formach zakłócających ich normalne funkcjonowanie,
- jednostek wojskowych i innych jednostek organizacyjnych podległych ministrowi właściwemu do spraw obrony narodowej oraz oddziałów obrony cywilnej, a także skoszarowanych jednostek policyjnych.

W dniu głosowania zwoływanie zgromadzeń, organizowanie pochodów i manifestacji jest zabronione. Na 24 godziny przed dniem referendum aż do zakończenia głosowania zabrania się podawania do publicznej wiadomości wyników badań (sondaży) opinii publicznej dotyczących przewidywanych zachowań mieszkańców w referendum i wyników referendum oraz sondaży przeprowadzonych w dniu głosowania. Podmioty biorące udział w kampanii referendalnej obowiązane są usunąć pochodzące od nich plakaty i hasła referendalne oraz urządzenia ogłoszeniowe w terminie 30 dni od dnia referendum.

### Finansowanie referendum
Finansowanie referendum jest jawne. Koszty referendum pokrywa się z budżetu jednostki samorządu terytorialnego, której organ stanowiący zarządził przeprowadzenie referendum. W przypadku referendum wojewódzkiego lub referendum powiatowego środki na podstawie kalkulacji kosztów referendum ponoszonych przez właściwe jednostki samorządu terytorialnego przekazywane są z budżetu, nie później niż na 20 dni przed dniem referendum. Ostateczne rozliczenie i przekazanie środków między jednostkami samorządu terytorialnego na pokrycie kosztów przeprowadzenia referendum, winno być zakończone najpóźniej w ciągu miesiąca od dnia przeprowadzenia referendum. Wydatki związane z organizacją i przeprowadzeniem referendum w sprawie odwołania organu stanowiącego jednostki samorządu terytorialnego przed upływem kadencji pokrywane są z budżetu państwa z części dotyczącej Państwowej Komisji Wyborczej.
Sprawozdanie finansowe z wydatków budżetowych poniesionych w związku z referendum zarządzonym przez organ stanowiący jednostki samorządu terytorialnego zarząd tej jednostki, a w gminie wójt (burmistrz, prezydent miasta) przedstawia organowi stanowiącemu na sesji, nie później niż po upływie 3 miesięcy od dnia referendum.
Pełnomocnik inicjatora referendum obowiązany jest sporządzić sprawozdanie finansowe z dochodów i wydatków, związanych z referendum. Sprawozdanie finansowe w terminie 3 miesięcy od dnia referendum pełnomocnik składa zarządowi jednostki samorządu terytorialnego, a w gminie wójtowi (burmistrzowi, prezydentowi miasta) (lub komisarzowi wyborczemu). Inicjator referendum, który uzyskał nadwyżkę pozyskanych środków nad wydatkami na cele referendalne, obowiązany jest przekazać ją instytucji charytatywnej. Informację o tym, ze wskazaniem celu, na który nadwyżka została przekazana, pełnomocnik inicjatora referendum zamieszcza w sprawozdaniu finansowym.

### Ustalanie i ogłaszanie wyników referendum
Referendum przeprowadzają i ustalają jego wynik powołane w tym celu właściwe terytorialne (wojewódzka, powiatowa i gminna) komisje do spraw referendum i obwodowe komisje do spraw referendum.
Terytorialną komisję powołuje, najpóźniej na 25 dni przed dniem referendum:
- komisarz wyborczy – w przypadku referendum w sprawie odwołania organu stanowiącego jednostki samorządu terytorialnego przed upływem kadencji,
- organ stanowiący jednostki samorządu terytorialnego – w pozostałych sprawach.

Obwodowe komisje powołuje, najpóźniej na 21 dni przed dniem referendum:
- komisarz wyborczy – w przypadku referendum w sprawie odwołania organu stanowiącego jednostki samorządu terytorialnego przed upływem kadencji,
- terytorialna komisja – w pozostałych sprawach.

Komisarz wyborczy powołuje w skład terytorialnej i obwodowych komisji do przeprowadzenia referendum w sprawie odwołania organu stanowiącego jednostki samorządu terytorialnego, w równej liczbie, osoby pisemnie wskazane przez zarząd tej jednostki, a w gminie wójta (burmistrza, prezydenta miasta) oraz inicjatora referendum. W skład komisji nie mogą wchodzić radni, członkowie zarządu danej jednostki samorządu terytorialnego, a w gminie wójt (burmistrz, prezydent miasta) a także inicjator referendum oraz jego pełnomocnik. W skład terytorialnej komisji wchodzi od 6 do 16 osób; w skład obwodowej komisji wchodzi od 6 do 10 osób. Komisje na swoich pierwszych posiedzeniach wybierają ze swojego składu przewodniczącego i jego zastępcę. Zarząd danej jednostki samorządu terytorialnego, a w gminie wójt (burmistrz, prezydent miasta) oraz inicjator referendum mogą wyznaczyć do terytorialnej komisji i każdej obwodowej komisji po jednym mężu zaufania, który ma prawo być obecny przy wszystkich czynnościach wykonywanych przez te komisje oraz wnosić do protokołów wyników głosowania i wyników referendum uwagi z wymienieniem konkretnych zarzutów.
Karta do głosowania zawiera:
1. oznaczenie referendum, nazwę organu, który postanowił o przeprowadzeniu referendum, datę referendum,
2. pytanie lub pytania albo warianty rozwiązania sprawy będącej przedmiotem referendum; jeżeli referendum polega na udzieleniu odpowiedzi na postawione pytania, na karcie do głosowania zamieszcza się również wyrazy: "tak" i "nie" z kratkami z lewej strony przeznaczonymi na postawienie znaku przy odpowiedzi, którą wybrał głosujący, a gdy referendum polega na dokonaniu wyboru pomiędzy zaproponowanymi wariantami, przy każdym z wariantów umieszcza się po lewej stronie numer wariantu i kratkę przeznaczoną na postawienie znaku przy wariancie, za którym głosujący się opowiada,
3. pouczenie o sposobie głosowania.

Karta do głosowania może być zadrukowana tylko po jednej stronie.
Referendum przeprowadza się w stałych obwodach głosowania utworzonych w celu przeprowadzenia wyborów do organów stanowiących jednostek samorządu terytorialnego. Referendum jest ważne, jeżeli wzięło w nim udział co najmniej 30% uprawnionych do głosowania. Wynik referendum jest rozstrzygający, jeżeli za jednym z rozwiązań w sprawie poddanej pod referendum oddano więcej niż połowę ważnych głosów. Wynik referendum gminnego w sprawie samoopodatkowania się mieszkańców na cele publiczne jest rozstrzygający, jeżeli za oddano co najmniej 2/3 ważnych głosów.
Po zakończeniu głosowania obwodowa komisja sporządza w trzech egzemplarzach protokół wyników głosowania w obwodzie, zawierający liczbę:
1. osób uprawnionych do głosowania,
2. osób, którym wydano karty do głosowania,
3. kart wyjętych z urny,
4. kart nieważnych,
5. kart ważnych, czyli liczbę osób, które wzięły udział w głosowaniu,
6. głosów nieważnych,
7. głosów ważnych,
8. głosów ważnych oddanych na poszczególne odpowiedzi na postawione pytanie lub za wyborem określonego wariantu.

Przewodniczący obwodowej komisji niezwłocznie przesyła do terytorialnej komisji (w referendum wojewódzkim – do komisji powiatowej) w zapieczętowanej kopercie jeden egzemplarz protokołu głosowania w obwodzie. Niezwłocznie po otrzymaniu protokołów głosowania od wszystkich obwodowych komisji, terytorialna komisja sporządza w czterech egzemplarzach protokół wyniku referendum.
W celu przeprowadzenia referendum wojewódzkiego organy, o których była mowa, w zakresie swojej właściwości miejscowej powołują komisje powiatowe działające jako organy pomocnicze dla ustalania zbiorczych wyników głosowania z obwodów znajdujących się na obszarze powiatów.
Jeżeli referendum zostało zarządzone przez organ stanowiący jednostki samorządu terytorialnego, jeden egzemplarz protokołu wyniku referendum wraz z protokołami terytorialnej komisji i obwodowych komisji terytorialna komisja niezwłocznie przekazuje właściwemu wójtowi (burmistrzowi, prezydentowi miasta), staroście albo marszałkowi województwa. Jeżeli referendum dotyczyło odwołania organu stanowiącego jednostki samorządu terytorialnego przed upływem kadencji, terytorialna komisja niezwłocznie przesyła protokół wyniku referendum wraz z protokołami obwodowych komisji właściwemu komisarzowi wyborczemu.
Jeżeli referendum zakończy się wynikiem rozstrzygającym w sprawie poddanej pod referendum, organ stanowiący jednostki samorządu terytorialnego niezwłocznie podejmie czynności w celu jej realizacji.
W terminie 7 dni od dnia podania wyników referendum do wiadomości publicznej, każdy uprawniony do wzięcia w nim udziału mieszkaniec danej jednostki samorządu terytorialnego może wnieść protest, jeżeli dopuszczono się naruszenia przepisów ustawy, a naruszenie to mogło wywrzeć istotny wpływ na wynik referendum. Sąd okręgowy rozpatruje protest w ciągu 14 dni od dnia zgłoszenia protestu z udziałem wnoszącego protest i przedstawiciela właściwej terytorialnej komisji, a jeżeli protest dotyczy referendum w sprawie odwołania organu stanowiącego jednostki samorządu terytorialnego – również z udziałem komisarza wyborczego. Ogłoszenie wyników referendum rozstrzygających o odwołaniu organu stanowiącego jednostki samorządu terytorialnego przed upływem kadencji oznacza zakończenie działalności organu stanowiącego i z mocy prawa – zarządu jednostki samorządu terytorialnego, a w gminie wójta (burmistrza, prezydenta miasta). W przypadku określonym powyżej, premier niezwłocznie wyznacza osobę, która pełni funkcję organów jednostki samorządu terytorialnego do czasu wyboru nowych organów jednostki samorządu terytorialnego oraz zarządza, wybory przedterminowe do organu stanowiącego jednostki samorządu terytorialnego.